# Chilips
Chilips är ett släkte av fjärilar. Chilips ingår i familjen vecklare.
Kladogram enligt Catalogue of Life:
| Chilips | \| \| Chilips atalodes \| \| \| \| \| \| Chilips claduncus \| \| \| \| |
|         | \| \| Chilips atalodes \| \| \| \| \| \| Chilips claduncus \| \| \| \| |
|         | Chilips atalodes                                                       |
|         |                                                                        |
|         | Chilips claduncus                                                      |
|         |                                                                        |